# Binnen zonder kloppen (De Dijk)
"Binnen zonder kloppen" is een nummer van de Nederlandse band De Dijk. Het nummer werd uitgebracht op hun album Elke dag een nieuwe hoed uit 1985. Dat jaar werd het nummer uitgebracht als de tweede single van het album.

## Achtergrond
"Binnen zonder kloppen", geschreven door zanger Huub van der Lubbe en toetsenist Pim Kops, gaat over een vrouw die onverwacht het leven van een man binnenstapt, een korte, hevige affaire met hem heeft, en net zo snel weer uit zijn leven verdwijnt. Volgens Van der Lubbe is het gebaseerd op een echte gebeurtenis in zijn leven. In een interview met het tijdschrift Penthouse uit 2000 vertelde hij hierover: "Het is een verdichting. Ik bedoel, zoals ik beschrijf dat er een vrouw binnen komt, er ontstaat iets en ze gaat dan weer. Zo letterlijk gebeurde dat niet. En eigenlijk ook weer wel. Want die relatie was binnen heel korte tijd weer over." De relatie tussen Van der Lubbe en zijn vrouw hield het, ondanks deze verhouding, wel vol: "Het was een 'mooie rimpeling'. Zonder nare nasmaak. Niet voor de ander en ook voor mijn vrouw niet. Al is het alleen maar omdat we er, dankzij dat liedje, nog steeds goed van eten. Het was romantiek, zo'n situatie dat je het even niet in de hand hebt. Kan gebeuren. Ondanks al je agenda's en geplan word je door negen van de tien zaken toch min of meer overvallen. Dat geeft ook weer sjeu aan het leven, dat zulke dingen je kan overkomen."
"Binnen zonder kloppen" werd, ondanks een optreden bij het televisieprogramma Toppop, geen grote hit. Het bereikte de Nederlandse Top 40 niet en bleef op een elfde plaats in de Tipparade steken, terwijl het in de Nationale Hitparade niet verder kwam dan de 46e plaats. Desondanks is het een van de populairste nummers van De Dijk gebleken; zo heeft het in de bovenste helft van alle edities van de Radio 2 Top 2000 gestaan, met plaats 315 in de editie van 2002 als hoogtepunt.

## Hitnoteringen

### Nationale Hitparade
| Hitnotering: 13-04-1985 t/m 20-04-1985 | Hitnotering: 13-04-1985 t/m 20-04-1985 | Hitnotering: 13-04-1985 t/m 20-04-1985 | Hitnotering: 13-04-1985 t/m 20-04-1985 |
| Week                                   | 1                                      | 2                                      |                                        |
| -------------------------------------- | -------------------------------------- | -------------------------------------- | -------------------------------------- |
| Positie                                | 46                                     | 49                                     | uit                                    |

### NPO Radio 2 Top 2000
| Nummer met noteringen in de NPO Radio 2 Top 2000 | '99 | '00 | '01 | '02 | '03 | '04 | '05 | '06 | '07 | '08 | '09 | '10 | '11 | '12 | '13 | '14 | '15 | '16 | '17 | '18 | '19 | '20 | '21 | '22 | '23 | '24 |
| ------------------------------------------------ | --- | --- | --- | --- | --- | --- | --- | --- | --- | --- | --- | --- | --- | --- | --- | --- | --- | --- | --- | --- | --- | --- | --- | --- | --- | --- |
| Binnen zonder kloppen                            | 330 | 388 | 381 | 315 | 325 | 504 | 456 | 333 | 495 | 397 | 452 | 430 | 529 | 568 | 658 | 769 | 868 | 839 | 800 | 828 | 741 | 812 | 701 | 533 | 770 | 743 |

1. ↑  Een vetgedrukt getal geeft de hoogste notering aan.